# Schistura disparizona
Schistura disparizona és una espècie de peix de la família dels balitòrids i de l'ordre dels cipriniformes.

## Morfologia
Els mascles poden assolir els 9,6 cm de longitud total.

## Distribució geogràfica
Es troba a la conca del riu Salween a Yunnan (Xina).